# Concours international de chant de Toulouse
Le Concours International de Chant de Toulouse est une compétition internationale de chant lyrique organisée par le théâtre du Capitole de Toulouse.

## Histoire
La première édition s'est déroulée en 1954. Organisé annuellement de 1954 à 1994 (sauf en 1973), le concours ne se tient pas en 1995, pour cause de travaux de rénovation du théâtre. À sa reprise en 1996, le concours devient biannuel. Le concours est membre de la Fédération mondiale des concours internationaux de musique depuis 1958.
Dans les années 1970 et 1980, le concours a été marqué par le nombre important de vainqueurs provenant de l'URSS, des États-Unis et de la Roumanie. Depuis le milieu des années 2000, c'est la Corée du Sud qui s'impose, avec 4 ténors consécutifs ayant remporté le Grand Prix de 2008 à 2016.

## Organisation

### Jury
Le jury est composé de directeurs artistiques de grands théâtres et opéras, principalement européens, avec la participation notable du Metropolitan Opera de New York (à 12 reprises). Au cours des différentes éditions, il a notamment été présidé par Emmanuel Bondeville, Daniel-Lesur, Marcel Landowski, Raymond Gallois-Montbrun, Rolf Liebermann et Hugues Gall. Plusieurs célébrités étrangères ont également été jurés, parmi lesquelles les ténors Ferruccio Tagliavini et Giuseppe Di Stefano, ou encore les sopranos Rita Streich, Birgit Nilsson, Leyla Gencer, Teresa Stich-Randall ou Edda Moser.

### Participants
Le concours est ouverte aux jeunes chanteurs de toutes nationalités de 18 à 33 ans. Les candidats doivent présenter un programme comportant six titres dans les catégories mélodie, lied, oratorio, et six extraits d’opéras, avec au moins un compositeur français.

## Vainqueurs

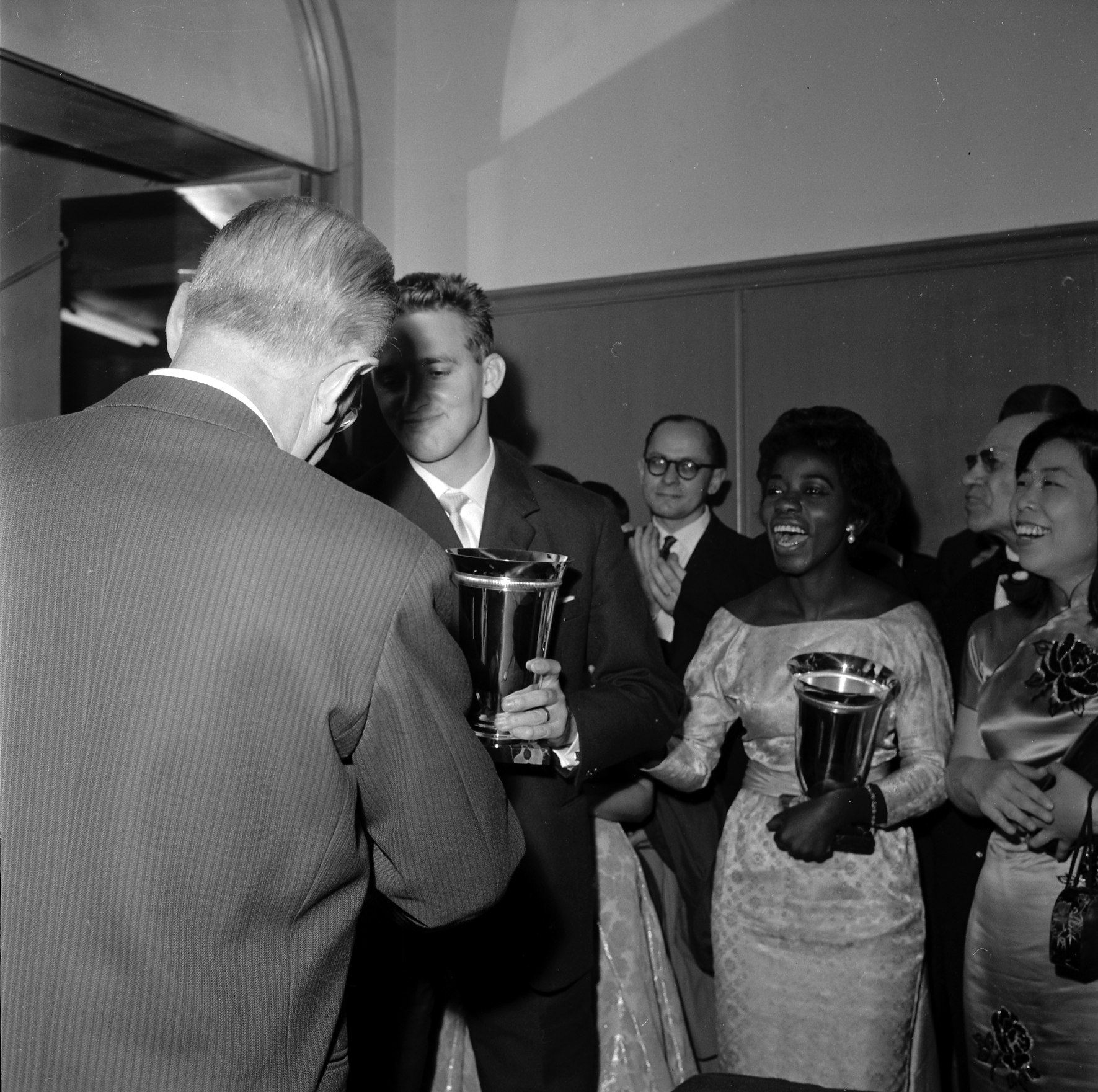
Remise de prix en 1963.

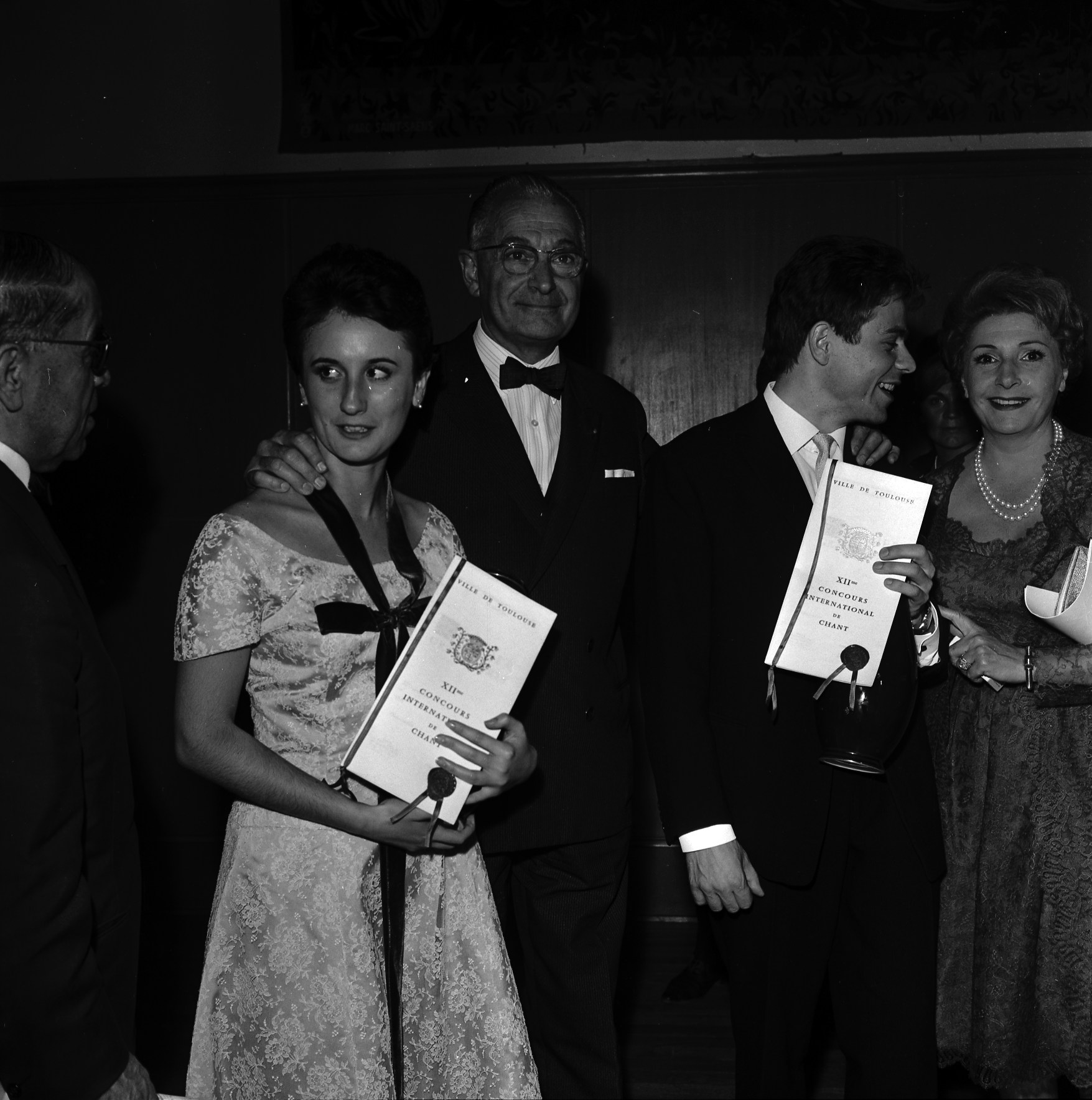
Ana María Higueras et Kazimierz Myrlak, vainqueurs du Concours en 1965.

### Pays d'origine
Cette section liste les pays dont au moins 2 ressortissants ont obtenu un "Grand prix".
| Pays            | Victoires Homme | Victoires Femme | Total |
| --------------- | --------------- | --------------- | ----- |
| Russie          | 4               | 7               | 11    |
| États-Unis      | 5               | 5               | 10    |
| Roumanie        | 4               | 6               | 10    |
| Corée du Sud    | 6               | 0               | 6     |
| Pologne         | 2               | 4               | 6     |
| France          | 1               | 4               | 5     |
| Chine           | 3               | 2               | 5     |
| Bulgarie        | 0               | 4               | 4     |
| Espagne         | 0               | 3               | 3     |
| Japon           | 2               | 1               | 3     |
| Royaume-Uni     | 2               | 1               | 3     |
| Belgique        | 2               | 0               | 2     |
| Tchécoslovaquie | 1               | 1               | 2     |
| Géorgie         | 0               | 2               | 2     |

## Éditions
| Année | Édition | Président du jury        | 1er Grand Prix Homme        | 1er Grand Prix Femme          |
| ----- | ------- | ------------------------ | --------------------------- | ----------------------------- |
| 1954  | I       | Henri Busser             | Julien Haas                 | Françoise Ogeas               |
| 1955  | II      | Raymond Badiou           | Non décerné                 | Enriqueta Tarres Rabassa      |
| 1956  | III     | Raymond Badiou           | Krsa B. Krstic              | Jannine Panis                 |
| 1957  | IV      | Georges Hirsch           | Ladisleau Konya             | Galina Olenitchenko           |
| 1958  | V       | Georges Hirsch           | Antonin Svorc               | Dories Mayes                  |
| 1959  | VI      | A.-M. Julien             | Rémy Corazza                | Nadyda Kniplova               |
| 1960  | VII     | A.-M. Julien             | Takao Okamura               | Hanna Rumowska                |
| 1961  | VIII    | Emmanuel Bondeville      | José Van Dam                | Julia Buciuceanu              |
| 1962  | IX      | Emmanuel Bondeville      | Ramon Calzadilla            | Galina Kovalieva              |
| 1963  | X       | Emmanuel Bondeville      | Non décerné                 | Margaret Sun                  |
| 1964  | XI      | Emmanuel Bondeville      | Ludovic Spiess              | Viorica Cortez                |
| 1965  | XII     | Emmanuel Bondeville      | Kazimierz Myrlak            | Anna-Maria Hugueras-Rodriguez |
| 1966  | XIII    | Emmanuel Bondeville      | Georges Pappas              | Alexandrina Miltcheva         |
| 1967  | XIV     | Emmanuel Bondeville      | Louis Hagen-William         | Zdzisława Donat               |
| 1968  | XV      | Emmanuel Bondeville      | Non décerné                 | Stefa Popanguelova            |
| 1969  | XVI     | Emmanuel Bondeville      | Lucian Marinescu            | Magdalena Cononovici          |
| 1970  | XVII    | Emmanuel Bondeville      | Willian Parker              | Eugenia Moldoveanu            |
| 1971  | XVIII   | Emmanuel Bondeville      | Vatslovas Daounoras         | Nina Fomina                   |
| 1972  | XIX     | Emmanuel Bondeville      | Robert Christensen          | Nadeja Krasnaya               |
| 1974  | XX      | Emmanuel Bondeville      | Pietr Gluboky               | Bozena Porzynska              |
| 1975  | XXI     | Emmanuel Bondeville      | Non décerné                 | Non décerné                   |
| 1976  | XXII    | Emmanuel Bondeville      | Non décerné                 | Betty Lane                    |
| 1977  | XXIII   | Emmanuel Bondeville      | Ion Tudoroiu                | Ludmila Chirina               |
| 1978  | XXIV    | Emmanuel Bondeville      | Roberto Nalerio-Franchia    | Petrenka Mlalakova            |
| 1979  | XXV     | Emmanuel Bondeville      | Non décerné                 | Marion V. Moore               |
| 1980  | XXVI    | Emmanuel Bondeville      | Philip J. Doghan            | Non décerné                   |
| 1981  | XXVII   | Emmanuel Bondeville      | Lawrence Bakst              | Constance Cloward             |
| 1982  | XXVIII  | Daniel-Lesur             | Janusz Niziolek             | Non décerné                   |
| 1983  | XXIX    | Daniel-Lesur             | Non décerné                 | Teresa Ringholz               |
| 1984  | XXX     | Daniel-Lesur             | Juan Carlos Morales Ferrer  | Bamba Chihiro                 |
| 1985  | XXXI    | Daniel-Lesur             | Chen Yu                     | Leontina Vaduva               |
| 1986  | XXXII   | Marcel Landowski         | Daniel Washington           | Miao Quing                    |
| 1987  | XXXIII  | Raymond Gallois-Montbrun | Non décerné                 | Natalia Errasova              |
| 1988  | XXXIV   | Rolf Liebermann          | Dmitri Hvorostovsky         | Monika Cichocka               |
| 1989  | XXXV    | Rolf Liebermann          | Igor Strunin                | Non décerné                   |
| 1990  | XXXVI   | Rolf Liebermann          | Christopher Goldsack        | Carmen Gurban                 |
| 1991  | XXXVII  | Serge Nigg               | Non décerné                 | Tatiana Zakharchuk            |
| 1992  | XXXVIII | Serge Nigg               | Non décerné                 | Hadar Halevi                  |
| 1993  | XXXIX   | Serge Nigg               | Yasuo Horiuchi              | Yolande Auyanet               |
| 1994  | XL      | Gérard Souzay            | Reda El Wakil & Sang-Gon HM | Nana Gordaze                  |
| 1996  | XLI     | Marcel Landowski         | Chang Yong Liao             | Tatiana Melnitchenko          |
| 1998  | XLII    | Marcel Landowski         | Non décerné                 | Mariana Zvetkova              |
| 2000  | XLIII   | Raymond Duffaut          | Byung-Woo Kong              | Nathalie Manfrino             |
| 2002  | XLIV    | Hugues Gall              | Non décerné                 | Non décerné                   |
| 2004  | XLV     | Hugues Gall              | Non décerné                 | Ketevan Kemoklidze            |
| 2006  | XLVI    | Hugues Gall              | Song-Hu Liu                 | Non décerné                   |
| 2008  | XLVII   | Hugues Gall              | Seung-Gi Jung               | Ani Sargsyan                  |
| 2010  | XLVIII  | Pierre Médecin           | Non décerné                 | Yuan-Ming Song                |
| 2012  | XLIX    | Frédéric Chambert        | Jootaek Kim                 | Jessica Muirhead              |
| 2014  | L       | Teresa Berganza          | Junghoon Kim                | Marion Lebègue                |
| 2016  | LI      | Eva Wagner-Pasquier      | Byeong-Min Gil              | Non décerné                   |
| 2018  | LII     |                          |                             |                               |